# Обріум рудоногий
О́бріум рудоно́гий (лат. Obrium brunneum, Fabricius, 1792 = Saperda brunnea Fabricius, 1792) — жук з родини вусачів.

## Поширення
O. brunneum – пан'європейський вид, що належить до європейського зоогеографічного комплексу. Ареал охоплює Європу, Кавказ, частково Малу Азію, Північний Іран. У Карпатах – звичайний часто масовий вид, частка якого у буковому поясі досягає 10-11% від загальної кількості всіх інших видів вусачів. 

## Екологія
На відміну від Obrium cantharinum, у O. brunneum чітко виражена денна активність. Часто зустрічається на арункусі звичайному. В гірській місцевості виліт спостерігається з другої половини червня і триває до кінця липня. В передгір’ях вид виявлявся в кінці травня і в середині червня. Личинка заселяє дрібні гілки листяних дерев. 

## Морфологія

### Імаго
O. brunneum – дрібний вид, довжина його тіла становить 4-7 мм. Тіло рудувато-червонувато-бурого забарвлення, тільки очі – чорні. Передньоспинка з добре вираженою густою поцяткованістю. Тіло вкрите не густими жовтуватими волосками.

## Життєвий цикл
Розвиток триває один, іноді до двох років.